# Неофит Български
Неофит I е висш български православен духовник, глава на Българската православна църква и на Софийската епархия от 24 февруари 2013 година до 13 март 2024 година с титлата Патриарх Български и митрополит Софийски. От 1994 година до 2001 година е доростоло-червенски митрополит. От 2001 година до избора му за български патриарх е русенски митрополит.

## Биография

### Ранни години и образование
Роден е в София на 15 октомври 1945 година със светско име Симеон Николов Димитров в работническо, безпартийно и силно религиозно семейство. Брат му, доц. Димитър Димитров, е главен диригент на църковния хор в храм-паметника „Св. Александър Невски“. След завършване на основното си образование, през есента на 1959 г. е приет за ученик в Софийската духовна семинария при гара Черепиш, курсът на която завършва през 1965 г. От септември 1967 г. е студент в Духовната академия „Свети Климент Охридски“, която завършва през 1971 г. От есента на 1971 г. до 1973 г. е на богословска специализация в Катедрата по църковно пеене при Московската духовна академия.
На 1 септември 1973 г. е назначен за преподавател по източно църковно пеене и диригент на студентския хор при Духовната академия. Четири години по-късно става старши преподавател по източно църковно пеене и богослужебна практика в Духовната академия, където преподава до края на 1980 г.
Неофит е постриган за монах на 3 август 1975 г. в Троянския манастир с името Неофит. През следващия месец става диригент на Софийския свещенически хор. На 25 март 1976 г. патриарх Максим го ръкополага за йеромонах, а на 21 ноември 1977 г. отново патриархът го въвежда в архимандритско достойнство в софийската катедрала „Света Неделя“. От 1 януари 1981 г. до декември 1985 г. архимандрит Неофит е протосингел на Софийската митрополия.

### Епископ
В периода 1983 – 1990 година Неофит е сътрудник на Шесто управление на „Държавна сигурност“ за борба с идеологическата диверсия с псевдоним Симеонов. В личното му дело са запазени 16 листа, а Неофит е описан в него като:
| „ | Силно религиозен, привързан към църквата, епископ Неофит се оформя като един от консервативно настроените млади висши духовници, радетели за запазване на старите традиции в православната църква. Особена активност прояви в разширяване на религиозната дейност след започналите в социалистическите страни процеси на преустройство и демократизация и най-вече след проведеното в СССР честване на 1000-годишнината на Руската православна църква. Започна открито да поддържа тезата за пълна самостоятелност и ненамеса на държавата в религиозната дейност и църковно управление. | “ |

На 8 декември 1985 г. в патриаршеската катедрала „Свети Александър Невски“ е хиротонисан в епископски сан с титлата Левкийски и е назначен за втори викарий на софийския митрополит.
На 1 декември 1989 г. епископ Неофит е избран за ректор на Духовната академия, а след възстановяването на академията като Богословски факултет при Софийския университет „Свети Климент Охридски“ на 26 юли 1991 г. е избран и за пръв декан. Заема поста до януари 1992 г., когато е назначен за главен секретар на Светия Синод.
Като главен секретар на Светия Синод и председател на църковното настоятелство при храм-паметника „Свети Александър Невски“, по време на разкола в БПЦ, изиграва важна роля в преговорите за освобождението на окупираната Синодална палата.
На 27 март 1994 г. е избран, а от 3 април същата година е и канонически утвърден за доростолски и червенски митрополит. През 2001 г. Петият църковно-народен събор взема решение да раздели Доростоло-Червенската епархия на Русенска и Доростолска епархия, а Неофит е титулуван русенски митрополит.

### Патриарх
След кончината на патриарх Максим, на 10 ноември 2012 г. с тайно гласуване Неофит е подкрепен от 1 от 12 присъствали митрополити за наместник-председател на Българската православна църква. На 24 февруари 2013 г. на Патриаршеския избирателен църковен събор е избран за патриарх на Българската православна църква с 90 гласа срещу 47 за митрополит Гавриил Ловчански. Патриарх Неофит отделя специално внимание на популяризирането на дейността на Църквата, като на 12 юни, няколко месеца след избирането му на поста, към Светия синод е открит специален отдел за връзки с обществеността.
Патриархът провежда периодични срещи на с висши държавни служители, координирайки съвместни дейности с правителството в различни области, като рекламата на туристически посещения - най-вече на граждани на Русия - в църковни обекти, популяризирането на донорството на органи, обучението на представители на Църквата за предоставяните от властите социални услуги.
На специална церемония на 8 октомври 2014 година в министър-председателят Георги Близнашки връчва на патриарх Неофит нотариалния акт за собственост на храм-паметника "Свети Александър Невски", който дотогава е държавна собственост. Патриархът провежда срещи и с представители на други религиозни общности в България - католическата, мюсюлманската и еврейската.
Като Патриарх на 1 юни 2016 г. тон за отказ от участие във Всеправославен събор в Колимвари, Крит, Гърция дава Българската православна църква.
На 27 ноември 2017 г. Светият синод създава комисия за преговори с Македонската православна църква – Охридска архиепископия и с останалите поместни православни църкви за получаване на статут на непризнатата до този момент МПЦ.
На 29 ноември 2023 г. Канцеларията на Светия синод известява, че Неофит е хоспитализиран в болница поради белодробно заболяване.
Патриарх Неофит умира на 78 години на 13 март 2024 в 22:22 часа от многоорганна недостатъчност във Военномедицинска академия в град София.
На 15 март 2024 година тленните останки на патриарх Неофит са изложени за поклонение в патриаршеската катедрала „Свети Александър Невски“. На следващия ден там е отслужена заупокойна литургия, водена от митрополит Йоан Варненски и Великопреславски. Литургията е последвана от опело, възглавено от вселенския патриарх Вартоломей I Константинополски. С литийно шествие тялото на патриарх Неофит I е пренесено от патриаршеската катедрала до митрополитската катедрала „Света Неделя“, където е погребан в южната открита галерия на храма, до гроба на екзарх Йосиф I Български. Той е изпратен с топовни салюти и с кратка служба, отново възглавена от вселенския патриарх. Присъстват всички митрополити от Светия синод, свещеници от Софийска епархия, първите държавни мъже и множество миряни.

## Награди и отличия
- доктор хонорис кауза на Софийски университет (2 декември 2008 г.)[18]
- орден „Св. св. Кирил и Методий“ (22 юни 2010 г.)[19]
- орден „Княз Ярослав Мъдри“, I степен (Украйна, 27 юли 2013 г.)[20]
- орден „Слава и чест“, I степен (Руска православна църква, 2013 г.)[21]
- орден „Стара планина“, I степен (5 ноември 2015 г., по повод 70-годишния му юбилей)[22]
- Почетен гражданин на Русе
- Марко Семов[23]
- Почетен гражданин на Две могили
- Почетен гражданин на Кюстендил[24]
- „Почетен знак за лидерство Стефан Стамболов“ – огърлие за личен лидерски принос за българската държавност за 2013[25]
- Следовник на народните будители за 2016[26]